# 彭蒙惠
彭蒙惠（英語：Doris Marie Brougham，直译：「多麗斯·瑪麗·布拉漢姆」，1926年8月5日—2024年8月6日），是位美国教育家和传教士。1962年在臺灣創辦空中英语教室，該出版社以發行英語學習雜誌聞名。1963年創立天韻合唱團，是第一個全職台灣人福音合唱團，創作華語福音歌曲傳遞福音。

## 生平
彭蒙惠出生於西雅圖一個德裔基督教家庭，家中有8位兄弟姊妹；11歲在教會舉辦的夏令營活動中，聽到來自中國的佈道家計志文牧師談起這個古老的東方國家，立下志向長大後要去中國傳道。12歲時，跟上帝約定以後要到中國傳揚福音。
1948年於美國華盛頓大學主修遠東研究畢業後，放棄了紐約伊斯特曼音樂學院全額獎學金，與成為一個小喇叭演奏家的夢想。彭蒙惠拜別父母家人，以傳教士身分從西雅圖搭乘6個星期的船到中華民國上海市，適逢第二次国共内战，隨差會逃往不同城市，1949年逃至英屬香港；1951年到臺灣後，彭蒙惠隨即選擇台灣東岸花蓮縣為她在台灣的服事地點，除成立主日學、兒童合唱團及在玉山神學院教書外，她常到布農族、泰雅族、阿美族等部落服事原住民，並有一原住民名字 — 利百佳。她在花蓮開始她第一個福音廣播節目，之後遷移至臺中市，1960年搬到臺北市與李恩祺夫婦及唐主謙牧師夫婦共同在台北市中山北路二段創辦中華救世廣播團（今救世傳播協會）。
1962年，彭蒙惠發覺台灣在英文學習和國際化上有很大的需求，於是接受廣播電台的邀請開始錄製《空中英語教室》英語教學廣播節目，因她獨創式的教室型英語對話教學方式，引起廣大聽友的迴響，從一開始二張一元的黑白講義，到後來發展成《大家說英語》、《空中英語教室》、《彭蒙惠英語》三本不同英文程度的雜誌，伴隨電視、廣播、網際網路、數位載具等多媒體英語教學內容。1977年與華視合作英語電視教學節目《世界英語》，1981年《大家說英語》創刊並開播，1984年製作兒童聖經有聲產品《睡夢鄉》系列，2001年發行《彭蒙惠英語Advanced》雜誌。
除了英語教學外，彭蒙惠擅長小喇叭並教授管樂。1963年製作台灣第一個福音電視節目《天韻歌聲》，節目主角天韻合唱團成為專業福音合唱團，至全世界36個國家舉辧福音音樂會宣揚福音和宣慰在世界各地的僑胞。1985年「天韻影視社」成立。
彭蒙惠1994年成立「彭蒙惠教育獎學金」。她獲得眾多奬項肯定，包括2002年4月10日由中華民國總統府時任總統陳水扁頒發的「紫色大綬景星勳章」，表揚多年來她在英語教育與推動台灣國際化上的貢獻；同年5月23日她也取得移民署核發中華民國居留證。西雅圖市政府於2014年宣布4月2日為「彭蒙惠日」，來表揚她這一生對華人的卓越貢獻。2021年11月26日，獲得第25屆台北文化獎特別獎。彭蒙惠曾經說過：「心在哪裡，家就在哪裡，而我的心在這，台灣就是我的家」。2023年6月20日，由時任總統蔡英文親頒中華民國國籍護照，並於同月21日由台北市長蔣萬安頒發中華民國身分證、歸化國籍證書成為台北市民。
2024年8月6日於淡水馬偕紀念醫院辭世，享耆壽98歲，葬於基督教陽明天境墓園。彭蒙惠一生沒有房產，按其遺囑，其著作權和遺物捐贈給救世傳播協會。救世傳播協會會長謝光哲表示，將設置治喪委員會並遵從彭蒙惠的遺願舉辦「彭蒙惠紀念音樂會」，她希望來參加音樂會的人是快樂開心，因她已到天堂和耶穌及父母、兄弟姐妹見面了。紀念音樂會於2024年9月20日在台北國際會議中心大會堂舉辦，由副總統蕭美琴代表賴清德總統頒發「褒揚令」感謝彭蒙惠，前總統蔡英文與馬英九也分別以致詞和預錄影片向彭蒙惠致上無限追思，亦感謝對台灣的付出與貢獻。褒揚令全文為：

財團法人台北市基督教救世傳播協會暨空中英語教室創辦人彭蒙惠，慈藹煦煦，通雅明慧。少歲立意來華宣教濟民，卒業美國華盛頓大學，復獲太平洋西部大學傳播學碩士學位，淬勉奮勵，遜志時敏。旋抵臺深入偏鄉部落傳道服事，開展逾七十載英語講授之陶化歲月。期間相繼出版《大家說英語》暨《彭蒙惠英語》，運用多元傳播媒體，張拓數位學習網絡；肇啟互動對話教學，悉心創意課程規劃；修纂適性分級教材，形塑優質外語環境，慎始敬終，宏才遠略；春風夏雨，卓育菁莪。嗣成立天韻合唱團暨彭蒙惠教育獎學金，播揚淑世福音，獎掖傑秀學子，樂善博施，鬻德布澤。曾獲全國優良教師師鐸獎特別獎、金鼎獎特別獎、內政部績優外籍宗教人士表揚、第二十五屆臺北文化獎特別獎、紫色大綬景星勳章暨歸化我國國籍等殊譽。綜其生平，闓闡宗教服務奉獻奧義，踐履英語養成教育深衷，扶危拯溺，百年樹人；景行儀範，蓬島芳垂。遽聞安息主懷，悼惜良殷，應予明令褒揚，用示政府崇禮馨賢之至意。

總　　　統　賴清德　　　　

行政院院長　卓榮泰　　　　

## 影響
許多人受到彭蒙惠的影響。時任台北市長郝龍斌受邀彭蒙惠新書發表會致詞提到：「他的父親前行政院長郝柏村每個月都會請副官到門市購買雜誌和卡帶自學英文，曾至美國演講，全程都使用英語。」；空中英語教室30週年曾邀請郝伯村以英文致辭，其內容後來刊登在當期雜誌。前台南市長賴清德曾邀請彭蒙惠作為英語顧問，推動將英語當成台南市第二外國語。彭蒙惠也成為高雄市和警政署的英語顧問，推動警察廣播電台每日放送《空中英語教室》，也使前警政署長顏世錫成為自學英文的忠實學員之一。
時任台中市長胡志強也曾表示，念中學時有次地震，外籍鄰居向他求救，但他一句英文也聽不懂；這事使他發憤學英語，空中英語教室使他走入外交圈。時任副總統吳敦義參加空中英語教室50週年慶提到：「他曾經聽空中英語教室廣播節目學習英語，這對他在學習英文的道路上，扮演著重要的關鍵。」。捷安特創始人羅祥安向彭蒙惠請教：「你對退休有沒有看法。」，她說：「工作可以退休，人生沒有退休。」；這點醒羅祥安對退休生活的看法，2017年退休後開始各處分享見證，講述在職場碰到困難時如何從神得到幫助，希望以個人的親身經歷幫助更多人。

## 學歷
- 加州西太平洋大學傳播學士（1986）
- 西雅圖太平洋大學遠東研究證書（1953）
- 華盛頓大學遠東研究學士（1947-1948）
- 西雅圖辛普森聖經學院基督教教育學士（1944-1947）

## 獲獎及榮譽
- 中華民國總統府「褒揚令」（2024）
- 台北市文化局第25屆「臺北文化獎」特別獎（2021）
- 中華民國婦女聯合會第1屆「婦女卓越貢獻獎」（2021）
- 臺南市政府「榮譽市民獎狀」（2017）
- 華盛頓州西雅圖市頒布4月2日為「彭蒙惠日（Doris M. Brougham Day）」（2014）
- 華盛頓州參議會正式決議文表揚「長期在華貢獻和促進雙邊關係的成就」（2014）
- 國家宗教廣播協會（NRB）（英语：National Religious Broadcasters）「國際傑出成就獎（International Individual Achievement Award）」（2011）
- NRB「劃時代傑出貢獻獎（Prestigious Milestone Award）」（2011）
- 亞洲出版業協會「終生成就獎」（2010）
- 周大觀文教基金會「全球熱愛生命獎章」（2010）
- 密西西比州貝翰文大學「榮譽博士學位」（2009）
- 花蓮縣政府「榮譽縣民獎」（2008）
- 金車教育基金會頒發「史懷哲教師獎」（2004）
- 中華民國總統府「紫色大綬景星勳章」（2002）
- NRB「傑出個人成就獎」（2001）
- 中華民國內政部「績優外籍宗教人士」（1997）
- 台北市政府85年度「台北市榮譽市民獎」（1996）
- 西雅圖太平洋大學「榮譽文學博士」（1991）
- 行政院新聞局「金鼎獎」特別獎（1989）
- 阿蘇薩太平洋大學「榮譽文學博士」（1988）
- 華盛頓特區「精良廣播獎」（1988）
- 加州太平洋大學「榮譽法學博士」（1986）
- NRB「傑出廣播製作人員獎」（1986）
- 全國優良教師「師鐸獎」特別獎（1984）
- 「全國好人好事代表」（1982）
- 「空中英語教室」獲中華民國教育部頒發優良廣播節目「金鐘獎」（1969）

## 著作
| 發售日期  | 書名                       | 作者           | 出版社             |
| --------- | -------------------------- | -------------- | ------------------ |
| 2006年7月 | 愛是一生的堅持：彭蒙惠傳奇 | 彭蒙惠、李文茹 | 宇宙光全人關懷機構 |
| 2010年1月 | 一生的朋友：彭蒙惠         | 葉薇心、楊淑清 | 救世傳播協會       |
| 2022年1月 | 因愛啟程：彭蒙惠的圖文詩語 | 彭蒙惠         | 救世傳播協會       |

## 外部連結
- 彭蒙惠紀念網站（繁體中文）（英文）（页面存档备份，存于）